# Samaipaticereus corroanus
Samaipaticereus és un gènere que pertany a la família de les cactàcies amb una única espècie: Samaipaticereus corroanus. Es troba només a l'est dels Andes, en Santa Creu, Bolívia.

## Descripció
Cactus d'aspecte arbori amb un únic tronc llenyós que pot assolir diversos metres d'altura, del qual sorgeixen branques de color verd, estretes, d'aspecte flexible i amb costelles poc prominents cobertes d'espines curtes. No produeix flors ni fruits.

## Taxonomia
Samaipaticereus corroanus va ser descrita per Martín Cárdenas Bella i publicat a Cactus and Succulent Journal 24: 141, f. 82–85. 1952.
Etimologia
Samaipaticereus: nom genèric que es refereix a la ubicació, la ciutat boliviana de Samaipata.
corroanus: epítet atorgat en honor d'Anibal Corro, el descobridor de la planta.